# 孙健初
孙健初（1897年—1952年），字子乾，男，河南濮阳人，中国石油地质学家，曾任中国石油管理总局探勘处处长，主持玉门油田勘探。